# Sigvard Johansson
Sigvard Johansson, född 23 oktober 1933 i Långasjö, död 8 december 2011, var en svensk ingenjör och uppfinnare av den så kallade Haldexkopplingen, vilket nu finns i många bilmärken världen över.
Konstruktören, uppfinnaren och tävlingsföraren Sigvard Johansson föddes i Långasjö i Småland och lockades till Trollhättan och Saab 1959. Johansson var företaget troget fram till 1984, då han redan kommit igång med flera egna företag, som bland annat Grunneboföretaget IPU AB, idé- och prototyputveckling. Han uppfann bland annat en egen kompressor och en ny metod för remspänning.
Johansson gifte sig 21 april 1962 med Ruth Gun-Britt Johansson. och i november samma år fick de sonen Peter. Fem år senare, 1967 fick de dottern Katharina.
Motorsport var Johanssons stora intresse och han körde banrace i yngre dagar. Han har SM-tecken från både ban- och isracetävlingar och har vunnit tävlingar på Nürburgring i Tyskland. När Johansson provkörde sonen Peter och mågen Anders rallybil fick han en idé och konstruerade det som skulle bli en sensationell världsnyhet. Det handlade om en unik koppling till fyrhjulsdrift, som så småningom kom att kallas Haldexkopplingen.
Han fick patent för uppfinningen 1988 och 1992 förvärvade Haldex tillverkningsrätten och började serietillverka kopplingen i Landskrona 1996.
Johansson kunde glädja sig åt att hans hemmabygg därmed satt i samtliga Volkswagenkoncernens bilar med tvärställd motor. Numer finns kopplingen i över ett trettiotal bilmärken. Den senaste generationen Haldex finns i Saab 9-3 XWD.
Johansson var hedersmedlem i SMK Trollhättan och fick hederstecknet Stora Grabbars Märke i Svenska Bilsportförbundet.
Johansson avled i Almuñécar, Spanien den 8 december 2011.[källa behövs]